# 永田和弘
永田 和弘（ながた　かずひろ、1943年1月1日- ）は、三重県出身の日本の歯科医、歯学者。東北大学非常勤講師、広島大学非常勤講師。世界で初めての5か所の調節を行うことができる全調節性咬合器の発明者。日本補綴歯科学会会員。

## 人物
大阪大学を卒業後、歯科医院を開業し診療に携わる傍ら、咬合分析と咬合器の歴史、咬合器について研究し、1968年に開発されたアルコン型全調節性咬合器（スチュアート咬合器）は、「顆頭間距離を側方運動の中心点間の距離と考えて調節できない」、「トップウォールに前方矢状顆路傾斜度と平衡時の矢状顆路傾斜度の規定能がない」という点が問題であると指摘し、改良に努めた。その後2000年に東京都の助成を受け全調節性咬合器の開発を行った。ただし、開発した咬合器にも、作業側顆頭の上下規定を行うことは困難な作業であり、患者に大きな負担があるとして、2010年現在も研究を続けている。

## 来歴
- 1943年 三重県伊勢市に生まれる。
- 1969年 大阪大学歯学部卒業。[1]
- 1985年 広島大学歯学部非常勤講師就任。
- 1990年 東北大学歯学部非常勤講師就任。
- 2000年 全調節性咬合器、BGN咬合器を開発。
- 2003年 有限会社BGN、代表取締役社長就任。

## BGN咬合器
BGN咬合器はスチュアート咬合器を元に、それに作業側顆路の上下規定を加えた以下の5つの要素をもった全調節性の咬合器。
1. 矢状顆路傾斜度
2. 非作業側顆路の上下規定（Guichet角）
3. 非作業側顆路の内外規定（Bennett角）
4. 作業側顆路の前後規定（Stuert角）
5. 作業側顆路の上下既定（Bennett lift角）

## 著書
- 『パーシャルデンチャー製作のための設計/構造』（医歯薬出版）